# Celtis tetrandra
Celtis tetrandra là một loài thực vật có hoa trong họ Cannabaceae. Loài này được Roxb. mô tả khoa học đầu tiên năm 1824.